# 性感的殘酷
《性感的殘酷》是一款由騎士遊戲工作室以及特基拉工作室共同開發的冒險解謎遊戲。遊戲已經於2017年4月發行於PlayStation 4、Microsoft Windows以及Xbox One。任天堂Switch版本則在同年12月發行。

## 遊戲內容
《性感的殘酷》是一款冒险益智游戏，玩家的目標就是探索一個被困在時間回圈裡的豪宅，並尋找阻止豪宅謀殺案的方法。

## 评价
在汇总媒体网站Metacritic上，《性感的殘酷》获得了专业评论家的“普遍好评”。它曾获得2017年度開發奖的“动画”、“音乐设计”和“最佳写作”提名。